# Pseudomugil gertrudae
Espèce
Pseudomugil gertrudae est une espèce de poissons australiens qui vit dans les rivières ou marais, de la famille des Melanotaeniidae.